# Locmaria
Locmaria är en kommun i departementet Morbihan i regionen Bretagne i nordvästra Frankrike. Kommunen ligger i kantonen Belle-Île som tillhör arrondissementet Lorient. År 2022 hade Locmaria 973 invånare.

## Befolkningsutveckling
Antalet invånare i kommunen Locmaria
| Referens: INSEE |